# Saint-Ouën-des-Toits
Saint-Ouën-des-Toits là một xã của tỉnh Mayenne, thuộc vùng Pays de la Loire, tây bắc nước Pháp.